# Heinrich Keller (Politiker)
Heinrich Keller (* 17. März 1940 in Wien; † vor dem 31. Juli 2025) war ein österreichischer Politiker (SPÖ) und Rechtsanwalt. Er war 1979 Mitglied des Bundesrates und von 1986 bis 1988 Abgeordneter zum österreichischen Nationalrat.

## Ausbildung und Beruf
Keller besuchte zwischen 1946 und 1950 die Volksschule in Wien-Döbling und von 1950 bis 1958 das Realgymnasium Döbling. Er studierte im Anschluss von 1958 bis 1963 Rechtswissenschaften an der Universität Wien und promovierte 1963 zum Dr. iur. Danach arbeitete er von 1963 bis 1968 als Referent der Kammer für Arbeiter und Angestellte für Wien und war von 1965 bis 1968 Richteramtsanwärter. In der Folge arbeitete er zwischen 1968 und 1979 als Richter bzw. Staatsanwalt und übernahm von 1970 bis 1977 die Agenden des Sekretärs und Pressereferenten des Bundesministers für Justiz Christian Broda. Er war zwischen 1977 und 1979 Generalsekretär des ORF und arbeitete danach von 1979 bis 1983 als Rechtsanwaltsanwärter. 1983 machte er sich als Rechtsanwalt selbständig und übte von 1986 bis 1988 das Amt des Zentralsekretärs der SPÖ aus.

## Politik
Keller trat 1962 der SPÖ bei und war von 1966 bis 1977 Stellvertretender Obmann der Arbeitsgruppe Justiz der Vereinigung Sozialistischer Juristen Österreichs, der er zwischen 1970 und 1977 auch als Vorstandsmitglied angehörte. 1974 folgte seine Kooptierung in das Verbandspräsidium der Mietervereinigung Österreichs, 1975 wurde er in den Vorstand gewählt. Er hatte ab 1982 das Amt des Vizepräsidenten inne und war von 1985 bis 1989 Präsident der Mietervereinigung Österreichs. Zudem wirkte er als Mitglied des ORF-Kuratoriums. Er vertrat die SPÖ vom 29. Mai 1979 bis zum 22. Oktober im Bundesrat und war vom 17. Dezember 1986 bis zum 23. November 1988 Abgeordneter zum Nationalrat. 1988 musste Keller von seinen politischen Ämtern zurücktreten, da er Funktionärsentschädigungen von der Mietervereinigung angeblich nicht versteuert hatte. Diese Vorwürfe stellten sich später als falsch heraus.
Keller heiratete 1979 die ORF-Journalistin Trautl Brandstaller, 1981 wurde seine Tochter geboren.